# Susan Smit
Pour les articles homonymes, voir Smit.
Ne doit pas être confondu avec Susan Smith.
Susan Smit, née le 24 février 1974 à Leyde, est une écrivaine, femme de lettres, chroniqueuse et mannequin néerlandaise. 

## Biographie
Susan Smit naît le 24 février 1974 à Leyde.
Travaillant comme modèle, elle trouve ce monde superficiel et solitaire. Elle travaille également comme chanteuse pendant une courte période avec le groupe JKP Project. Au cours du premier semestre 1997, elle effectue un stage au sein du magazine d'action radicale de gauche Ravage (nl). À l'âge de 26 ans, elle est diplômée de l'Université d'Amsterdam en études culturelles, avec comme matière principale la langue et la littérature néerlandaise.
Pendant ses études culturelles à l'Université d'Amsterdam, Susan est fascinée par le thème de la "sorcière". Après avoir obtenu son diplôme en 2000, elle se rend aux États-Unis pour poursuivre ses études dans ce domaine. Elle se familiarise avec les rituels, l'utilisation de la magie et des herbes, et finalement est initiée comme sorcière. Son premier livre est intitulé Heks. Een magische reis door de westerse spiritualiteit kwam (qui  peut se traduire par : Sorcière. Un voyage magique à travers la spiritualité occidentale) est publié en 2001 puis réimprimé douze fois.
Elle est également régulièrement chroniqueuse dans les magazines Happinez, Ouders van Nu et BOEK. À la télévision, on peut la voir dans l'émission Vandaag de dag (nl) où elle discute de nouveaux livres.
Susan Smit est mère de deux enfants.

## Publications
- 2001 : Heks[5]
- 2003 : Wijze Vrouwen[4] (en 2010 réédité avec une interview supplémentaire de Annemarie van Gaal (nl))
- 2009 : 100 Spirituele plekken die je gezien moet hebben[7]
- 2011 : Zwanger met lichaam en ziel[8]
- 2013 : Gisèle[4]
- 2015 : En dan de liefde[4]
- 2016 : De eerste vrouw[4]